# Pavillon d’Or
Der Pavillon d’Or (goldener Stander) ist ein international renommierter Langfahrtwettbewerb für Motoryachten. Er wurde vom Weltdachverband Union Internationale Motonautique ins Leben gerufen, damit die europäischen Motorbootfahrer auf diesem Wege auch einmal ausländische Fahrtreviere kennenlernen.

## Reglement
Teilnehmen können alle Yachten ab 8 Meter Länge mit bewohnbarer Kajüte, sie müssen sich bis zu einem festgelegten Termin anmelden. Für die Sternfahrten wird jeweils ein Zielort festgelegt. In die Wertung kommen alle Seemeilen oder Kilometer, die in den vier Wochen vorher auf dem Weg zu diesem Zielort zurückgelegt werden. In den Anfangsjahren wurde hauptsächlich auf dem Ärmelkanal sowie Nord- und Ostsee gefahren, später kamen Binnengewässer hinzu. Zur Ermittlung der Ergebnisse werden die Logbücher der Teilnehmer ausgewertet. Im Laufe der Jahre wurden die Bestimmungen teilweise geändert oder ergänzt, so wurde zum Beispiel ab 1964 die maximale Durchschnittsgeschwindigkeit auf 9 Knoten begrenzt, später die Fahrtzeit auf fünfzehn Tage reduziert, dafür jede durchfahrene Schleuse so viel wie zehn gefahrene Kilometer gezählt.
Der Sieger darf den goldgelben Wimpel mit dem roten Kreuz auf weißem Grund (Emblem der U.I.M.) im linken oberen Geviert führen. Neben dem Hauptpreis gibt es oft Einzelpreise für unterschiedliche Bootsklassen oder Sonderpreise, zum Beispiel für Damenteams oder die teilnehmerstärksten Vereine. Am Ziel wird gewöhnlich ein touristisches Programm für die Teilnehmer organisiert.

## Die Wettbewerbe
Der Pavillon d’Or wurde zeitweise nicht jährlich ausgefahren.
1. Wettbewerb 1937
Ziel des ersten Wettbewerbes war Paris, das in diesem Jahr zum sechsten Mal die Weltausstellung veranstaltete. 35 Motoryachten, darunter allein 25 britische, trafen sich in Le Havre und fuhren im Verband weiter nach Paris. Der einzige deutsche Teilnehmer hatte kurzfristig abgesagt. Der „Yacht Moteur Club de Paris“ als Veranstalter ehrte die britische Yacht „Thelas“ als Sieger.
2. Wettbewerb 1938
52 Yachten trafen sich in Vlissingen, um gemeinsam zum Gastgeber, dem „Königlich Niederländischen Motorboot-Club“, nach Amsterdam zu fahren. Als Sieger wurde der Brite Col. Bayldon geehrt, der mit seinem Boot in Stockholm gestartet war.
3. Wettbewerb 1939
Vom 24. bis 28. Juli empfing Lüttich die Teilnehmer der Sternfahrt, die sich zuvor in Ostende getroffen hatten. Einziger deutscher Teilnehmer war der Düsseldorfer Carl Voogd mit seiner Yacht „Schnups“.
Die ersten Wettbewerbe nach dem Zweiten Weltkrieg endeten in: Gent (1947), Amsterdam (1948), Deauville (1949) und Lüttich (1950).
8. Wettbewerb 1951
Der Zielpunkt der Wettfahrt lag zum ersten Mal in Großbritannien, 38 Boote trafen in Great Yarmouth ein. Erstmals gewann kein britisches Boot, Sieger wurde der Schwede C. Groschinski, der auf der Reise von Stockholm nach Norwich mit seiner Yacht „Jagaren“ 873,6 Seemeilen zurückgelegt hatte. Mit dabei waren auch zwei deutsche Boote.
9. Wettbewerb 1952
Die Helvetia von Paul Adam aus Offenbach nahm als einzige deutsche Yacht am Wettbewerb teil und kam als beste nicht englische Yacht im französischen Le Havre an.
 10. Wettbewerb 1953
Fast 50 Teilnehmer aus sieben Nationen trafen sich im niederländischen Dordrecht, um gemeinsam rheinauf am 27. Juni den Hafen des Düsseldorfer Yachtclub als Zielpunkt anzulaufen. Bei der erstmals auf deutschen Gewässern endenden Sternfahrt gewann der Schwede Vilen, der mit seiner Yacht „Peter Duck“ in Haparanda gestartet war und 1195 Seemeilen zurückgelegt hatte. Er bekam seinen Preis von Bundesverkehrsminister Hans-Christoph Seebohm überreicht.
 11. Wettbewerb 1955
Ca. 80 Yachten, darunter zwei deutsche Teilnehmer, trafen sich vom 29. Juli bis 5. August 1955 in Rotterdam. Sieger der Wettfahrt wurde der Belgier M. Cook, der mit seinem Boot „Allebo“ in Nordschweden gestartet war und in knapp 120 Stunden Fahrtzeit 1354 Seemeilen zurückgelegt hatte.
12. Wettbewerb 1958
Anlässlich der Weltausstellung in Brüssel wurde der Wettbewerb vom „Bruxelles Yacht Club“, unterstützt von weiteren Vereinen aus Antwerpen und Ostende, durchgeführt. Die Teilnehmer trafen sich am 31. Juli in Ostende, um dann bis zum 13. August über verschiedene Städte zum Ziel zu fahren. Mit dabei war der mittlerweile 74-jährige Brite Quill, der an allen bisherigen Wettfahrten teilgenommen hatte. Unter 68 Teilnehmern waren vier deutsche Boote. Sieger wurde der D. H. Reimer, Vorsitzender des „Koninlijke Nederlandsche Motorboot-Clubs“, der mit seiner Yacht „Cebus“ auf der Fahrt von Stockholm zum Ziel 1071 Seemeilen zurückgelegt hatte.
13. Wettbewerb 1960
Im Jahr 1959 wurde kein Wettbewerb durchgeführt. Am 29. Juli 1960 trafen sich im niederländischen Ort Vlissingen 58 Boote, darunter acht deutsche. Sieger wurde C. E. Ewald mit seinem Boot „Rheinteufel“, der auf der Fahrt von Mannheim zum Ziel 335 Seemeilen zurückgelegt hatte. In den darauf folgenden Tagen steuerten die Teilnehmer gemeinsam mehrere Häfen an, bis die Veranstaltung in Kampen endete.
14. Wettbewerb 1961
Ziel des Wettbewerbes 1961 war am 12. August der Düsseldorfer Yachtclub. Es kamen 50 Boote in die Wertung, darunter 18 deutsche und vier weitere Nationen. Es gewann das Düsseldorfer Clubmitglied Oskar Trost, der mit seinem Boot Merkur VII 3255 Seemeilen zurückgelegt hatte. Das touristische Programm führte die Teilnehmer über Bonn bis zum Drachenfels.
15. Wettbewerb 1964
In den Jahren 1962 und 1963 wurde der Pavillon d’Or nicht ausgetragen. Als Treffpunkt für den 15. Wettbewerb wurde der 20. Juli 1964 in Ramsgate festgelegt. Sieger wurde der Schwede Tore Comstedt, der trotz der neuerdings verordneten Maximalgeschwindigkeit von 9 Knoten mit seinem Boot Storebro Storö I/Adler I Casja Das Programm endete am 30. Juli in London.
16. Wettbewerb 1965
Ziel dieser Sternfahrt war am 3. August 1965 Stockholm. Sieger wurde der Schwede Tore Comstedt, der trotz der neuerdings verordneten Maximalgeschwindigkeit von 9 Knoten mit seinem Boot Storebro Storö III/Adler III Casja 3529 Seemeilen zurücklegte.
Wettbewerb 1968
Aus Anlass des 40-jährigen Jubiläums der britischen Yacht and Motor Boat Association führte der Wettbewerb vom 5. bis 12. August 1968 nach London. Sieger wurde erneut der Schwede Tore Comstedt mit seiner Crew Lennart Ivarsson und Navigator Helmer Hasselblad, die mit ihrer Storebro Storö IV/Adler IV Caisa VI den Gesamtsieg einfuhren. In den 18 Tagen legten sie trotz Unwetter insgesamt 2.252 Meilen von Schweden nach England über Kiel (Deutschland), Kristiansand (Norwegen), Torshavn (Färöer), Aberdeen (Schottland), den Helder (Holland) und Ostende (Belgien) zurück, bevor das Ziel Ramsgate in der Nähe von London erreicht wurde.
Wettbewerb 1971
Zur Eröffnung des Rheinau-Sporthafens führte diese Sernfahrt nach Köln. Etwa 40 Yachten waren Gast beim Kölner Autbord- und Motoryachtclub. Sieger wurde Heinz Grade aus Osnabrück, der mit seinem Boot Hein Doco 3467 Seemeilen zurückgelegt hatte.
Wettbewerb 1978
Nach sechs Jahren Pause fand 1978 wieder ein Wettbewerb statt. Der Düsseldorfer Yachtclub feierte mit der Ausrichtung dieses Wettbewerbs seinen 70. Geburtstag. Es kamen 24 Boote in die Wertung. Sieger wurde das Kölner Ehepaar Feltgen mit seinem Boot Clochard. Kleinstes Boot war ein Schlauchboot, mit dem die Brüder Büchler auf dem Rhein zwischen dem Bodensee und der Nordsee hin und zurück 2500 Kilometer zurückgelegt hatten.
Wettbewerb 1989
Das Ziel der Teilnehmer war in diesem Jahr die französische Stadt Rouen an der Seine. Sieger wurde die Motoryacht Atlantis II mit dem Eigner E. Ranft aus Wiesbaden.
Wettbewerb 2004
Ziel des Wettbewerbes war die französische Stadt Givet an der Maas. Sieger wurde der deutsche Fahrer Rüdiger Trupp mit seiner Yacht Lady Celaine.
Wettbewerb 2010
Ziel der Sternfahrt im Jahr 2010 ist der niederländische Ort Den Helder. Die zentrale Veranstaltung fand vom 17. bis 21. Juni 2010 statt. In der Klasse 1 (max. 20 km/h) gewann der deutsche Fahrer Thomas Hering, in der Klasse 2 (über 20 km/h, max. 10 m Bootslänge) der deutsche Fahrer Rüdiger Trupp.
Wettbewerb 2011
Als Zielort hatte die ostfriesische Stadt Leer vom 1. bis 7. August 2011 eingeladen. Beide Vorjahressieger konnten ihren Erfolg wiederholen.